# 日里 (涅夫勒省)
日里（法語：Giry，法語發音：[ʒiʁi]）是法国涅夫勒省的一个市镇，位于该省中部略偏北，属于卢瓦尔河畔科讷库尔区。

## 地理
日里（47°13'14"N, 3°21'53"E）面积23.78 平方千米，位于法国勃艮第-弗朗什-孔泰大區涅夫勒省，该省份为法国中部省份，北至约讷省，西北接卢瓦雷省，西接谢尔省，南至阿列省，东南接索恩-卢瓦尔省，东临科多尔省。
与日里接壤的市镇（或旧市镇、城区）包括：阿尔藏布伊、普雷姆里、阿尔泰勒、涅夫勒河畔栋皮埃尔、蒙特努瓦松、乌隆、圣博诺。

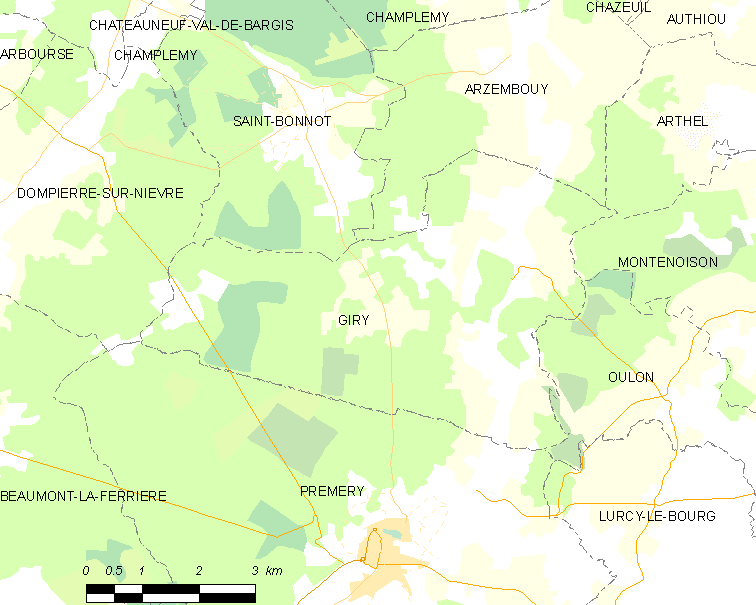
的OSM定位图

日里的时区为UTC+01:00、UTC+02:00（夏令时）。

## 行政
日里的邮政编码为58700，INSEE市镇编码为58127。

## 政治
日里所属的省级选区为卢瓦尔河畔拉沙里泰县。

## 人口

1962-2008年间人口变化图示

日里于2022年1月1日时的人口数量为188人。